# Gymnoscelis mesophoena
Gymnoscelis mesophoena är en fjärilsart som beskrevs av Turner 1907. Gymnoscelis mesophoena ingår i släktet Gymnoscelis och familjen mätare. Inga underarter finns listade i Catalogue of Life.